# Leeftijdsdiscriminatie
Leeftijdsdiscriminatie of ageisme is discriminatie op grond van leeftijd.

## Arbeidsmarkt
Discriminatie op basis van leeftijd op de arbeidsmarkt houdt in dat personen met dezelfde productiviteit als andere personen ongunstig worden behandeld zuiver op basis van hun leeftijd. Verschillende vormen van leeftijdsdiscriminatie kunnen plaatsvinden. Ouderen en jongeren kunnen een lagere kans hebben om aangeworven te worden, een lager loon ontvangen of minder kans maken op promotie, in vergelijking met hun collega's.

### Wetgeving
In Nederland verbiedt de Wet gelijke behandeling op grond van leeftijd bij de arbeid (WGBL) sinds 1 mei 2004 (sinds 1 januari 2008 bij militaire ambtenaren) het discrimineren op grond van leeftijd bij arbeid, beroep en beroepsonderwijs. Het College voor de Rechten van de Mens ziet toe op naleving van deze wet (voor 1 oktober 2012 vervulde de Commissie gelijke behandeling deze rol). De WGBL kent een aantal uitzonderingen, waarbij leeftijdsdiscriminatie wel toegestaan is. In België verbiedt de anti-discriminatiewet van 25 februari 2003 elk discriminerend gedrag en steunt op het non-discriminatieprincipe dat stelt dat iedereen gelijkwaardig is. Een van de expliciet vermelde gronden in deze wetgeving is leeftijd.

### Onderzoek
Uit onderzoek naar leeftijdsdiscriminatie op de arbeidsmarkt. bleek dat, gemiddeld genomen, de kandidaten die 6 of 12 jaren ouder waren significant minder uitnodigingen ontvingen voor een gesprek en beduidend minder positieve reacties in brede zin. Deze mate van ongelijke behandeling was sterker dan wat eerder gevonden werd op basis van gelijkaardig onderzoek. De gevonden arbeidsmarktdiscriminatie ten opzichte van oudere kandidaten werd gedreven door de reacties op mannelijke kandidaten. Daarnaast bleek ongelijke behandeling vooral aanwezig in commerciële functies (vertegenwoordigers en barpersoneel).

## Gezondheidszorg
Ziektekostenverzekeringen zijn voor ouderen vaak duurder dan voor jongeren, omdat men verwacht dat ouderen eerder ziek worden. Sommige artsen willen patiënten boven een door hunzelf bepaalde leeftijd niet meer de beste behandeling of operatie aanbieden.

## Andere gebieden
Het discrimineren op leeftijd bij het aanbieden van diensten, bijvoorbeeld bij het verhuren van een auto, is in Nederland niet bij de wet verboden.